# 萩原鐐太郎

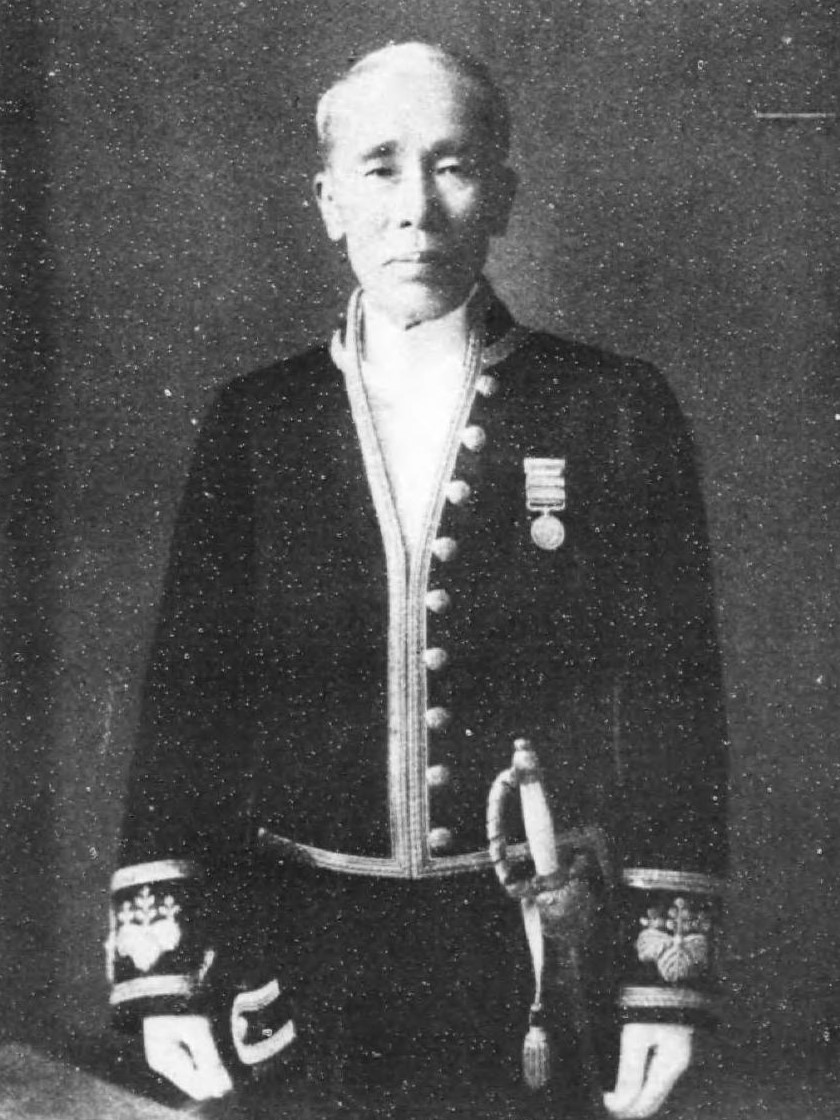
萩原鐐太郎（『碓氷社五十年史』）

萩原 鐐太郎（はぎわら / はぎはら りょうたろう、1843年7月2日（天保14年6月5日）- 1916年（大正5年）7月31日）は、明治から大正初期の養蚕家、篤農家、政治家。衆議院議員。

## 経歴
上野国碓氷郡東上磯部村（群馬県碓氷郡東上磯部村、磯部村東上磯部、磯部町、安中町を経て現安中市）で、豪農・萩原四郎左衛門、とま子の第二子（二男）として生れた。母が出産直後に死去したため、代々里正を務める家の叔父・萩原弥左衛門の養子となる。佐々木愚山に師事し和漢の群書を学び、山口藤十郎に剣術を、水戸藩士・黒田健之助に柔術・居合を学んだ。
1858年（安政5年）養父の死去に伴い家督を相続し、同年7月11日（6月1日）里正に就任した。1870年1月（明治2年12月）岩鼻県24区肝煎名主となり1871年（明治4年）まで務めた。その後、北第21大区副区長、同大区内地租改正総代人、第21大区長代理、碓氷郡書記、東上磯部村西上磯部村下磯部村大竹村戸長、学務委員、碓氷郡長、東上磯部村会議員、東上磯部村連合戸長、碓氷郡所得調査委員、同郡徴兵参事員、同郡名誉参事会員、群馬県勧業諮問委員などを務めた。
1882年（明治15年）3月、群馬県会議員に選出され、通算6期在任した。湯浅治郎、宮口二郎らと廃娼運動に参加した。1898年（明治31年）3月、第5回衆議院議員総選挙（群馬県第5区、山下倶楽部）で当選し、衆議院議員に1期在任した。
1878年（明治11年）5月、萩原音吉、萩原専平らと碓氷社を設立。その目的は、参加農民の養蚕と製糸の向上を図り、生糸の品質を向上し価格を上げ、農民の利益を増大させることにあった。1885年（明治18年）同社長に就任。1911年（明治44年）社長を辞任して顧問となった。その他実業界では、農商務省開設蚕糸業諮問会委員、大日本蚕糸会評議員、産業組合中央会群馬支会副会長、群馬県産業調査委員などを務めた。

## 群馬県会選挙歴
- 1882年3月23日当選（1期）[8]
- 1884年4月21日当選（2期）[8]
- 1885年12月6日当選（3期）[8]
- 1890年2月27日当選（4期）[8]
- 1891年2月28日当選（5期）[8]
- 1896年8月4日当選（6期）[8]